# Torrijo de la Cañada (kommunhuvudort)
Torrijo de la Cañada är en kommunhuvudort i Spanien.   Den ligger i provinsen Provincia de Zaragoza och regionen Aragonien, i den nordöstra delen av landet, 190 km nordost om huvudstaden Madrid. Torrijo de la Cañada ligger 800 meter över havet och antalet invånare är 338.
Terrängen runt Torrijo de la Cañada är kuperad åt nordost, men åt sydväst är den platt. Torrijo de la Cañada ligger nere i en dal. Runt Torrijo de la Cañada är det glesbefolkat, med 8 invånare per kvadratkilometer. Närmaste större samhälle är Ateca, 17,1 km söder om Torrijo de la Cañada. Omgivningarna runt Torrijo de la Cañada är i huvudsak ett öppet busklandskap.